# Grande magazzino

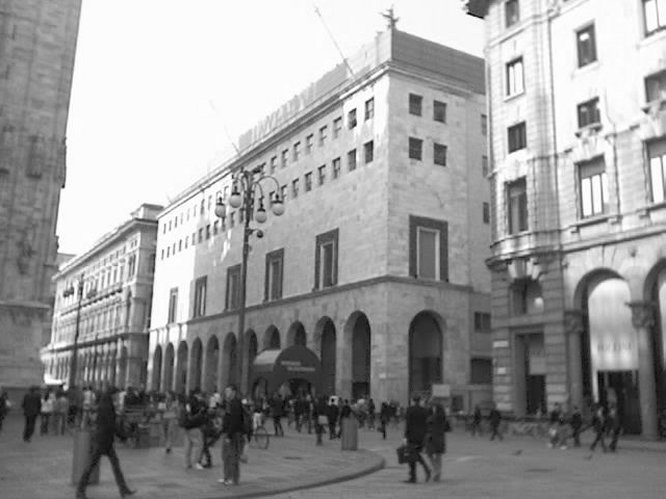
La Rinascente di Milano, esempio di grande magazzino.

Un grande magazzino è un negozio di vendita al dettaglio che offre una vasta gamma di beni di consumo (di regola non alimentari) in diverse categorie di prodotti suddivise in reparti.

## Descrizione
I loro reparti includono settori che spaziano dall'abbigliamento, ai mobili, agli elettrodomestici, ai giocattoli, ai cosmetici, agli articoli per la casa, al giardinaggio, agli articoli da toeletta, agli articoli sportivi, al fai-da-te, alla tintura e all'hardware. Inoltre, a volte, sono incluse altre linee di prodotti come cibo, libri, gioielli, elettronica, articoli di cancelleria, attrezzature fotografiche, prodotti per l'infanzia e prodotti per animali domestici. Alcuni dei negozi presenti in un grande magazzino fanno parte di catene di vendita più grandi, mentre altri sono rivenditori indipendenti. I superstore, gli ipermercati e i discount sono correlabili ai grandi magazzini storici.

## Tipi

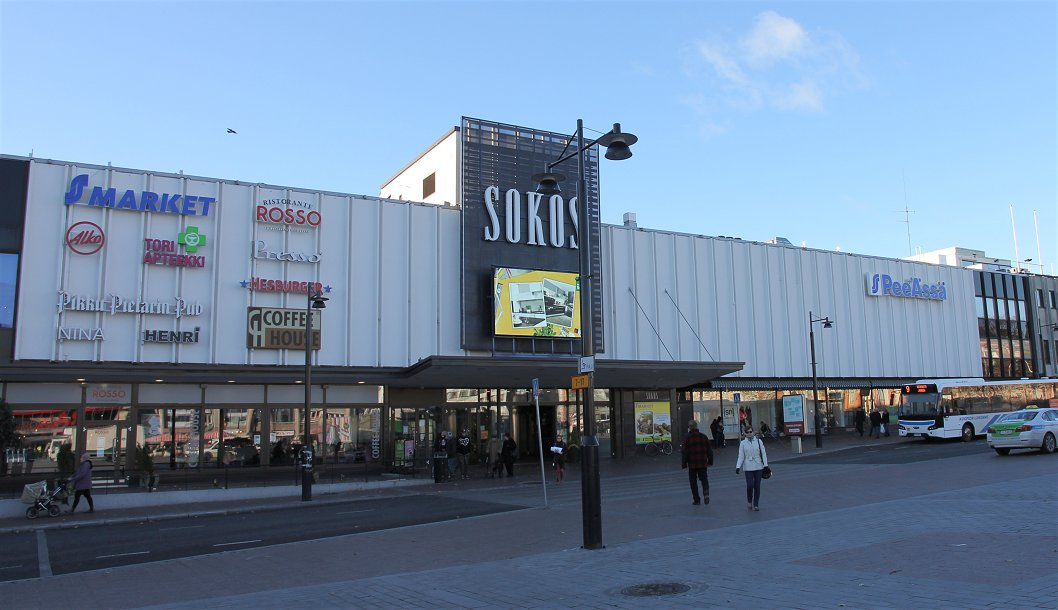
Edificio del grande magazzino Sokos a Multimäki, Kuopio, Finlandia

I grandi magazzini possono essere classificati in diversi modi:
- Grande magazzino principale o semplicemente il grande magazzino tradizionale, che offre prodotti di fascia medio-alta, la maggior parte o almeno una parte del tempo a prezzo pieno al dettaglio. Esempi sono Macy's, Bloomingdale's, JC Penney, Montgomery Ward, Sears e Belk[1].
  - Junior department store, termine utilizzato principalmente nella seconda parte del XX secolo per una versione più piccola di un grande magazzino principale. Di solito erano negozi indipendenti o catene specializzate in cosmetici, abbigliamento e accessori, con pochi articoli per la casa[2][3] come Boston Store e Harris & Frank
- Grandi magazzini discount, che vende abbigliamento e arredamento per la casa a prezzi scontati, vendendo scorte in eccesso dai grandi magazzini principali o merce appositamente realizzata per il mercato dei grandi magazzini discount. Esempi sono Nordstrom Rack, Saks Off 5th, Marshalls, Ross Dress for Less e Kohl's.[1]

Alcune fonti possono fare riferimento ai seguenti tipi di negozi come grandi magazzini, anche se generalmente non sono considerati tali:
- Ipermercati (supermercati discount con offerte di generi alimentari, come Target, Walmart e Carrefour)[4]
- Negozi di varietà (conosciuti anche negli Stati Uniti come Five and dime stores[5], negozi che vendono una varietà di articoli per la casa poco costosi a prezzi scontati).

## Storia
Durante la metà del XIX secolo, esplose la moda dei grandi magazzini che, nelle grandi città, rivoluzionarono in modo permanente le abitudini i metodi di acquisto dei prodotti, così come i concetti di servizio e lusso. Ciò avvenne ad esempio a Londra (con Whiteleys), a Parigi (Le Bon Marché nel 1852) e a New York (con Stewart's).

### Origini in Inghilterra: il Settecento
Uno dei primi grandi magazzini potrebbe essere stato Bennett's a Derby, fondato per la prima volta come ferramenta (negozio di ferramenta) nel 1734. È ancora in piedi fino ad oggi, commerciando nello stesso edificio. Tuttavia, il primo grande magazzino datato in modo affidabile ad essere fondato fu Harding, Howell & Co., aperto nel 1796 a Pall Mall, Londra. (La catena di grandi magazzini più antica potrebbe essere Debenhams, fondata nel 1778 e chiusa nel 2021. È il rivenditore britannico defunto da più tempo.) Un osservatore che scrive su Ackermann's Repository, un periodico britannico sul gusto e la moda contemporanei, ha descritto l'impresa nel 1809 come segue:
La casa è lunga centocinquanta piedi da davanti a dietro e di larghezza proporzionata. È allestito con grande gusto, ed è diviso da pareti vetrate in quattro reparti, per i vari rami della vasta attività che vi si svolge. Subito all'ingresso si trova il primo reparto, adibito esclusivamente alla vendita di pellicce e ventagli. La seconda contiene articoli di merceria di ogni genere, sete, mussole, pizzi, guanti, ecc. Nel terzo negozio, sulla destra, si incontra un ricco assortimento di gioielli, articoli ornamentali in bronzo dorato, orologi francesi, ecc.; e a sinistra, con tutti i diversi tipi di profumeria necessari per la toilette. Il quarto è riservato alla modisteria e agli abiti; in modo che non vi sia alcun articolo di abbigliamento o ornamento femminile, ma ciò che può essere qui procurato nel primo stile di eleganza e moda. Questa preoccupazione è stata condotta negli ultimi dodici anni dagli attuali proprietari che non hanno risparmiato né fatica né spese per garantire l'istituzione di una superiorità su ogni altra in Europa e per renderla perfettamente unica nel suo genere.
Questa impresa è descritta come dotata di tutte le caratteristiche di base del grande magazzino; era un esercizio pubblico di vendita al dettaglio che offriva un'ampia gamma di beni di consumo in diversi reparti. Jonathan Glancey per la BBC scrive:
Harding, Howell & Co si è concentrato sui bisogni e sui desideri delle donne alla moda. Qui, finalmente, le donne erano libere di curiosare e fare la spesa, sicure e decorose, lontano da casa e dalla compagnia degli uomini. Queste, per la maggior parte, erano nuove donne benestanti della classe media, la loro fortuna - e lo stesso grande magazzino - alimentata e modellata dalla rivoluzione industriale. Questo stava trasformando la vita a Londra e in lungo e in largo per la Gran Bretagna a un ritmo vertiginoso sulla scia di un energico libero scambio, feconde invenzioni, (...) e una fornitura apparentemente inesauribile di manodopera sacrificabile a basso costo. 
Questo negozio pionieristico fu chiuso nel 1820 quando la società commerciale fu sciolta. Tutte le principali strade principali delle città britanniche avevano fiorenti grandi magazzini verso la metà o la fine del diciannovesimo secolo. Le donne sono diventate sempre più le principali clienti. Kendals (precedentemente Kendal Milne & Faulkner) a Manchester afferma di essere uno dei primi grandi magazzini ed è ancora noto a molti dei suoi clienti come Kendal's, nonostante il suo cambio di nome nel 2005 in House of Fraser. L'istituzione di Manchester risale al 1836 ma operava come Watts Bazaar dal 1796. Al suo apice il negozio aveva edifici su entrambi i lati di Deansgate collegati da un passaggio sotterraneo "Kendals Arcade" e una sala ristorazione piastrellata in stile Art Nouveau. Il negozio era particolarmente noto per la sua enfasi sulla qualità e lo stile rispetto ai prezzi bassi, che gli hanno conferito il soprannome di "gli Harrods del Nord", sebbene ciò fosse dovuto in parte all'acquisizione del negozio da parte di Harrods nel 1919. Harrods of London può essere fatto risalire al 1834, sebbene l'attuale negozio sia stato costruito tra il 1894 e il 1905. Liberty & Co. guadagnò popolarità negli anni '70 dell'Ottocento per la vendita di prodotti orientali. Nel 1889 Oscar Wilde scriveva "Liberty's è il resort prescelto dall'acquirente artistico".

### Imagasins de nouveautésparigini

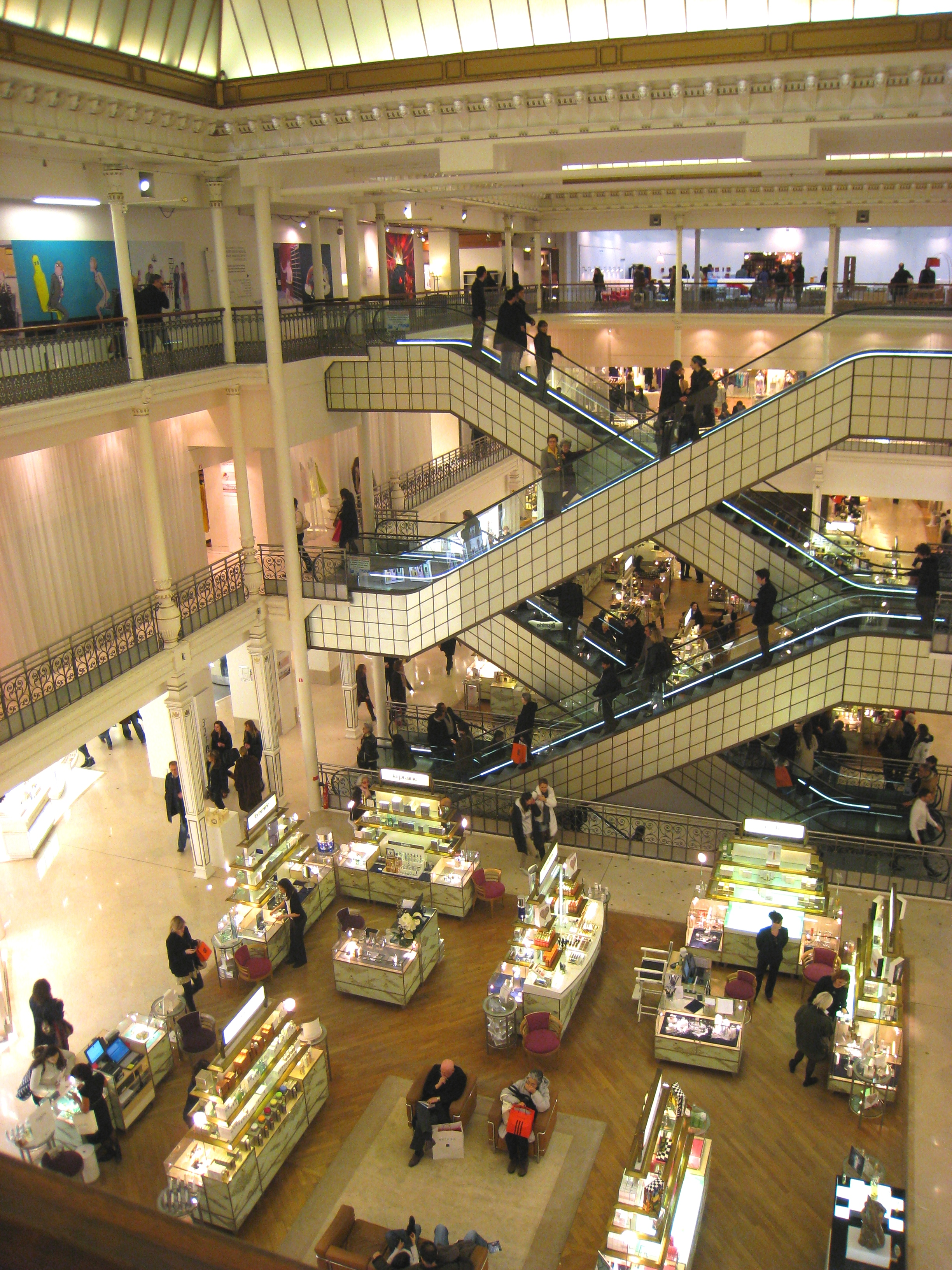
Interno del grande magazzino Le Bon Marché a Parigi

I grandi magazzini parigini hanno radici nei magasin de nouveautés, o negozi di novità (novelty store, derivante da "novelty item", termine che si applica anche a oggetti pratici con aggiunte fantasiose o non funzionali, come grembiuli, pantofole o carta igienica); il primo, il Tapis Rouge, fu creato nel 1784. Fiorirono all'inizio del XIX secolo. Balzac ha descritto il loro funzionamento nel suo romanzo César Birotteau. Negli anni Quaranta dell'Ottocento, con l'arrivo delle ferrovie a Parigi e l'aumento del numero di acquirenti che portavano, crebbero di dimensioni e iniziarono ad avere grandi vetrine, prezzi fissi e cartellini dei prezzi e pubblicità sui giornali.
Un negozio di novità chiamato Au Bon Marché era stato fondato a Parigi nel 1838 per vendere articoli come pizzi, nastri, lenzuola, materassi, bottoni e ombrelli. È cresciuto da 300 m2 e 12 dipendenti nel 1838 a 50.000 m2 e 1.788 dipendenti nel 1879. Boucicaut era famoso per le sue innovazioni di marketing; una sala di lettura per i mariti mentre le mogli fanno la spesa; ampia pubblicità sui giornali; intrattenimento per bambini; e sei milioni di cataloghi inviati ai clienti. Nel 1880 la metà dei dipendenti erano donne; le dipendenti donne non sposate vivevano in dormitori ai piani superiori.
Au Bon Marché ebbe presto una mezza dozzina o più di concorrenti tra cui Printemps, fondata nel 1865; La Samaritaine (1869), Bazaar de Hotel de Ville (BHV); e Galeries Lafayette (1895). I francesi si gloriavano del prestigio nazionale portato dalle grandi botteghe parigine. Il grande scrittore Émile Zola (1840–1902) ambientò il suo romanzo Au Bonheur des Dames (1882–83) nel tipico grande magazzino, facendone un simbolo della nuova tecnologia che stava migliorando la società e al tempo stesso la divorava.

### Primi grandi magazzini australiani
L'Australia è nota per avere il grande magazzino ininterrotto più lungo, David Jones. Il primo grande magazzino di tale marca fu aperto il 24 maggio 1838, dall'immigrato gallese David Jones in un "locale ampio e spazioso" all'angolo tra George e Barrack Street a Sydney, NSW, solo 50 anni dopo la fondazione della colonia. Espandendosi a una serie di negozi nei vari stati dell'Australia, David Jones è il più antico franchising di reparti a funzionamento continuo al mondo. Altri grandi magazzini in Australia includono Grace Brothers fondata nel 1885, poi fusa con Myer che è stata fondata nel 1900.

### Primi grandi magazzini americani: 1825–1858
Arnold Constable è stato il primo grande magazzino americano. È stata fondata nel 1825 come un piccolo negozio di merci secche (ossia prodotti per la casa che hanno una durata limitata) in Pine Street a New York City. Nel 1857 il negozio si trasferì in un palazzo di merci secche in marmo bianco a cinque piani noto come Marble House. Durante la guerra civile, Arnold Constable è stato uno dei primi negozi a emettere fatture di credito addebitate ai propri clienti ogni mese invece che su base semestrale. Il negozio presto superò la Marble House e nel 1869 eresse un edificio in ghisa su Broadway e Nineteenth Street; questo "Palazzo del Commercio" si espanse nel corso degli anni fino a quando fu necessario trasferirsi in uno spazio più ampio nel 1914. Problemi finanziari lo portarono al fallimento nel 1975.
A New York City nel 1846, Alexander Turney Stewart fondò il "Marble Palace" a Broadway, tra le strade di Chambers e Reade. Ha offerto merce al dettaglio europea a prezzi fissi su una varietà di merci secche e ha pubblicizzato una politica di fornire "ingresso gratuito" a tutti i potenziali clienti. Sebbene fosse rivestito di marmo bianco per sembrare un palazzo rinascimentale, la costruzione in ghisa dell'edificio consentiva grandi lastre di vetro che consentivano grandi esposizioni stagionali, soprattutto nel periodo dello shopping natalizio. Nel 1862, Stewart costruì un nuovo negozio in un intero isolato dei quartieri alti tra la nona e la decima strada, con otto piani. Le sue innovazioni includevano l'acquisto da produttori in contanti e in grandi quantità, mantenendo il suo markup basso e i prezzi bassi, la presentazione veritiera della merce, la politica del prezzo unico (quindi non c'erano le contrattazioni), i semplici resi della merce e la politica di rimborso in contanti, la vendita in contanti e non credito, acquirenti che hanno cercato in tutto il mondo merce di qualità, dipartimentalizzazione, integrazione verticale e orizzontale (ossia strategie utilizzate dalle aziende dello stesso settore o processo di produzione come la digitalizzazione), volumi di vendita e servizi gratuiti per i clienti come sale d'attesa e consegna gratuita degli acquisti. Nel 1858, Rowland Hussey Macy fondò Macy's come deposito di merci secche.

### Innovazioni fino alla Seconda Guerra Mondiale
Marshall Field & Company è nato nel 1852. All'epoca era il principale grande magazzino sulla via dello shopping più trafficata del Midwest, State Street a Chicago. Ogni anno a Natale, le vetrine dei negozi del centro di Marshall Field erano piene di display animati come parte del display del quartiere dello shopping del centro; le vetrine "a tema" divennero famose per la loro ingegnosità e bellezza, e visitare le finestre del Marshall Field a Natale divenne una tradizione sia per gli abitanti di Chicago che per i visitatori, una pratica locale tanto popolare quanto visitare la Walnut Room con il suo altrettanto famoso albero di Natale o incontro "sotto l'orologio" su State Street.
Nel 1877, John Wanamaker aprì a Filadelfia quello che secondo alcuni sarebbe stato il primo grande magazzino "moderno" degli Stati Uniti: il primo ad offrire prezzi fissi segnati su ogni articolo e introdusse anche l'illuminazione elettrica (1878), il telefono (1879) e il utilizzo di tubi pneumatici per il trasporto di denaro e documenti (1880) all'attività dei grandi magazzini.
Un altro negozio che ha rivoluzionato il concetto di grande magazzino è stato Selfridges a Londra, fondato nel 1909 dall'americano Harry Gordon Selfridge in Oxford Street. Il marketing innovativo dell'azienda ha promosso la nozione radicale dello shopping per piacere piuttosto che per necessità e le sue tecniche sono state adottate dai moderni grandi magazzini di tutto il mondo. Il negozio è stato ampiamente promosso attraverso pubblicità a pagamento. I negozi sono stati strutturati in modo che le merci potessero essere rese più accessibili ai clienti. C'erano eleganti ristoranti a prezzi modesti, una biblioteca, sale di lettura e scrittura, speciali sale di accoglienza per clienti francesi, tedeschi, americani e "coloniali", una sala di pronto soccorso e una sala del silenzio, con luci soffuse, poltrone profonde e doppi vetri, il tutto destinato a trattenere i clienti nel negozio il più a lungo possibile. Ai membri del personale è stato insegnato ad essere a disposizione per assistere i clienti, ma non in modo troppo aggressivo, e a vendere la merce. Selfridge ha attirato gli acquirenti con mostre educative e scientifiche; nel 1909, il monoplano di Louis Blériot fu esposto a Selfridges (Blériot fu il primo a sorvolare la Manica), e la prima dimostrazione pubblica della televisione di John Logie Baird ebbe luogo nel grande magazzino nel 1925.
In Giappone, il primo grande magazzino "in stile moderno" fu Mitsukoshi, fondato nel 1904, che affonda le sue radici come negozio di kimono chiamato Echigoya dal 1673. Se si considerano le radici, però, Matsuzakaya ha una storia ancora più lunga, datata dal 1611 Il negozio di kimono si trasformò in un grande magazzino nel 1910. Nel 1924, il negozio Matsuzakaya a Ginza permise di indossare scarpe da strada all'interno, qualcosa di innovativo per l'epoca. Questi ex grandi magazzini di negozi di kimono hanno dominato il mercato nella sua storia precedente. Vendevano, oppure esibivano, prodotti di lusso, che contribuivano alle loro atmosfere sofisticate. Un'altra origine del grande magazzino giapponese è dalle compagnie ferroviarie. Ci sono stati molti operatori ferroviari privati nella nazione e, dagli anni '20, hanno iniziato a costruire grandi magazzini direttamente collegati ai capolinea delle loro linee. Seibu e Hankyu sono tipici esempi di questo tipo di grandi magazzini.
A metà degli anni '20 iniziarono a diffondersi in Europa le teorie del management americano come il management scientifico di FW Taylor. L'International Management Institute (IMI) è stato fondato a Ginevra nel 1927 per facilitare la diffusione di tali idee. Un certo numero di grandi magazzini si unirono per creare l'Associazione internazionale dei grandi magazzini a Parigi nel 1928 per avere uno spazio di discussione dedicato a questo formato di vendita al dettaglio.

### Espansione ai centri commerciali
Negli anni 1970, i grandi magazzini persero di importanza a causa degli emergenti discount, e, a partire dal 2010 iniziarono a subire ulteriori pressioni a causa del commercio elettronico.
Il baby boom degli Stati Uniti ha portato allo sviluppo di quartieri suburbani e sviluppi commerciali suburbani, compresi i centri commerciali. I grandi magazzini si sono uniti a queste iniziative in seguito al crescente mercato della spesa dei baby boomer.

### Situazione contemporanea
«Apocalisse al dettaglio» ("Retail Apocalypse") si riferisce alla chiusura di numerosi negozi al dettaglio fisici, in particolare quelli delle grandi catene, iniziata intorno al 2010 e accelerata a causa delle chiusure obbligatorie durante la pandemia di COVID-19.
Nel 2017, oltre 12.000 negozi fisici hanno chiuso a causa di fattori tra cui l'eccessiva espansione dei centri commerciali, l'aumento degli affitti, i fallimenti, le acquisizioni con leveraged buyout, i bassi profitti trimestrali al di fuori delle spese eccessive durante le festività, gli effetti ritardati della Grande Recessione e i cambiamenti nelle abitudini di spesa. I consumatori americani hanno cambiato le loro abitudini di acquisto a causa di vari fattori, tra cui la spesa per esperienza (basata sulla Experience Economy, che si prefissa di fornire esperienze di acquisto memorabili per i clienti) rispetto a beni materiali e case, moda casual basata su codici di abbigliamento, così come l'ascesa dell'e-commerce, principalmente sotto forma di concorrenza da juggernaut aziende come Amazon.com e Walmart. Un rapporto di Business Insider del 2017 ha soprannominato questo fenomeno "effetto Amazon" e ha calcolato che Amazon.com stava generando più del 50% della crescita delle vendite al dettaglio. Economisti ed esperti dissenzienti hanno affermato che le chiusure di negozi al dettaglio in epoca moderna sono una correzione del mercato, suggerendo che "apocalisse al dettaglio" è una frase fuorviante che infonde insicurezza nei 16 milioni di lavoratori al dettaglio statunitensi.
Una ricerca pubblicata dall'analista di vendita al dettaglio globale IHL Group nel 2019 suggerisce che la cosiddetta narrativa dell'apocalisse al dettaglio fosse un'esagerazione, con "più catene che stanno espandendo il loro numero di negozi rispetto ai negozi che chiudono". Quell'anno, i rivenditori negli Stati Uniti hanno annunciato la chiusura di 9.302 negozi, un aumento del 59% rispetto al 2018 e il numero più alto dall'inizio del monitoraggio dei dati nel 2012.
I fallimenti aziendali e le chiusure di negozi sono aumentati in modo significativo dal 2020 a causa dell'impatto finanziario della pandemia di COVID-19, con la maggior parte dei negozi al dettaglio, in particolare i rivenditori già in difficoltà nei centri commerciali, che chiudono per lunghi periodi di tempo. J. Crew, Century 21, Neiman Marcus, Lord & Taylor, Stage Stores, Stein Mart, J.C. Penney, Tuesday Morning e Pier 1 Imports sono stati tra i rivenditori a presentare istanza di fallimento durante la pandemia.
Secondo le analisi condotte da Wall Street nel 2023 e pubblicate da The Sun è stato calcolato che entro la fine del 2027 chiuderanno circa 50.000 negozi negli Stati Uniti che potrebbero diventare 70.000-90.000 se il potere d’acquisto della popolazione dovesse ulteriormente calare.